# Reinhold Matsson
Lars Peter Reinhold Matsson, född den 16 juli 1870 i Othems socken på Gotland, död den 18 augusti 1938, var en svensk präst och botanist. 
Matsson, som prästvigdes i Uppsala 1898, blev kyrkoherde i Hassela 1908 och i Hälsingtuna 1918. Han var kontraktsprost 1925–1929, varefter han blev tjänstledig för sin botaniska forskning.  Matsson bearbetade släktet Rosa i Leopold Neumans och Fredrik Elias Ahlfvengrens "Svensk flora" (1901) och röjde därvid ny uppfattning av detta kritiska och dittills outredda släktes svenska former. Genom fortsatt forskning, offentliggjord i flera rhodologiska skrifter, förskaffade han sig ett namn som en av de främsta bland sin tids Rosa-specialister. Reinhold Matsson vilar på Hälsingtuna kyrkogård.
Auktorsnamnet Matsson kan användas för Reinhold Matsson i samband med ett vetenskapligt namn inom botaniken; se Wikipediaartiklar som länkar till auktorsnamnet.